# Jannik Hansen
Jannik Hansen (* 15. März 1986 in Herlev) ist ein ehemaliger dänischer Eishockeyspieler, der im Verlauf seiner aktiven Karriere zwischen 2002 und 2019 unter anderem fast 700 Spiele für die Vancouver Canucks und San Jose Sharks in der National Hockey League bestritten hat. Darüber hinaus war der mehrfache dänische Nationalspieler in seinem Heimatland Dänemark, Finnland und Russland aktiv. Sein Vater Bent Hansen war ebenfalls Eishockeyspieler.

## Karriere

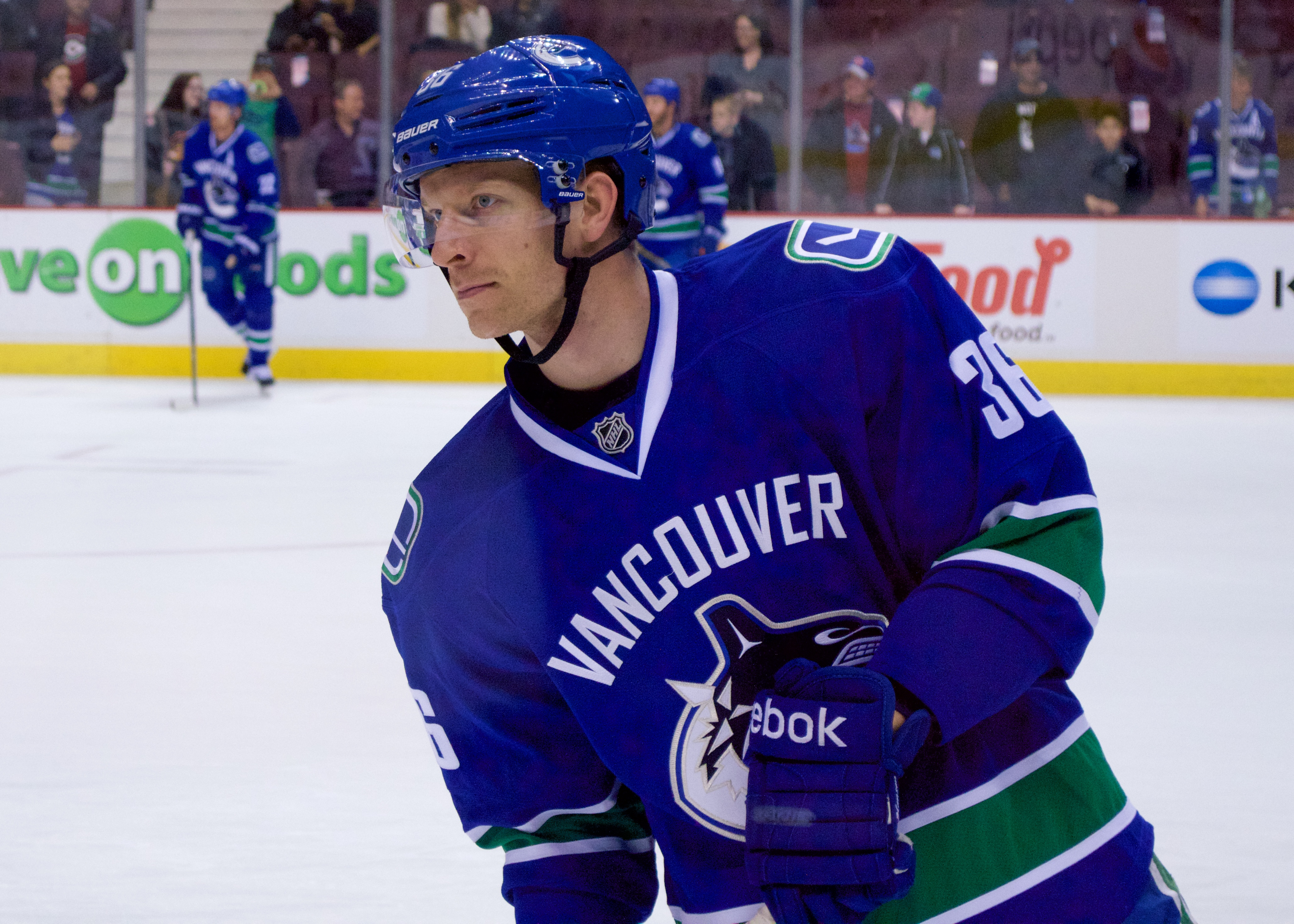
Hansen im Trikot der Vancouver Canucks (2015)

Jannik Hansen begann seine Karriere als Eishockeyspieler in seiner dänischen Heimat beim Rødovre SIK, für den er von 2002 bis 2005 in der Superligaen aktiv war. Zuvor hatte er bereits die Nachwuchsabteilung des Klubs durchlaufen. In dieser Zeit wurde er im NHL Entry Draft 2004 in der neunten Runde als insgesamt 287. Spieler von den Vancouver Canucks ausgewählt. Zunächst spielte der Angreifer in der Saison 2005/06 aber für die Portland Winter Hawks in der kanadischen Juniorenliga Western Hockey League, die ihn im CHL Import Draft des Jahres 2005 in der ersten Runde an Gesamtposition 33 ausgewählt hatten.
Sein Wechsel in den Profibereich erfolgte schließlich zur Saison 2006/07, als der Stürmer in den Kader von Vancouvers Farmteam Manitoba Moose aus der American Hockey League aufgenommen wurde. In derselben Spielzeit gab Hansen sein Debüt für Vancouver in der National Hockey League, als er zehnmal in den Playoffs um den Stanley Cup zum Einsatz kam. Auch im folgenden Jahr spielte der Däne hauptsächlich für Manitoba in der AHL.
Mit Beginn der Saison 2008/09 steht Hansen regelmäßig für die Vancouver Canucks in der NHL auf dem Eis und etablierte sich dort. Lediglich zu Beginn der Saison 2011/12, der in der NHL dem Lockout zum Opfer fiel, lief der Stürmer für Tappara Tampere in der finnischen SM-liiga auf. Er kehrte aber alsbald nach Nordamerika zurück und gehörte bis Ende Februar 2017 zum Aufgebot der Canucks. Kurz vor der Trade Deadline wurde Hansen im Tausch für den Russen Nikolai Goldobin und ein konditionales Viertrunden-Wahlrecht im NHL Entry Draft 2017 an die San Jose Sharks abgegeben. Zudem übernahm sein Ex-Arbeitgeber ein Fünftel seines Gehalts für den Rest der Spielzeit.
Nach der Spielzeit 2017/18 wurde sein auslaufender Vertrag in San Jose nicht verlängert, sodass er nach mehr als zehn Jahren nach Europa zurückkehrte und einen Einjahresvertrag beim HK ZSKA Moskau aus der Kontinentalen Hockey-Liga (KHL) unterzeichnete. Am Saisonende gewann er mit dem Armeesportklub den Gagarin-Pokal und damit die russische Meisterschaft. Nach diesem Erfolg beendete er seine Karriere, da er sich körperlich nicht mehr in der Lage fühlte, auf Profi-Level zu spielen.

### International
Für Dänemark nahm Hansen im Juniorenbereich an den U18-Junioren-Weltmeisterschaften der Division I in den Jahren 2002 und 2003, der U18-Junioren-Weltmeisterschaft 2004 sowie den U20-Junioren-Weltmeisterschaften der Division I 2004, 2005 und 2006 teil.
Im Seniorenbereich stand er im Aufgebot seines Landes bei den Weltmeisterschaften 2005, 2006, 2008, 2012, 2014, 2016 und 2018. Außerdem vertrat er das Team Europa beim World Cup of Hockey 2016 und belegte dort mit der Mannschaft den zweiten Platz.

## Erfolge und Auszeichnungen
- 2003 Aufstieg in die Top-Division bei der U18-Junioren-Weltmeisterschaft der Division I
- 2016 Zweiter Platz beim World Cup of Hockey
- 2019 Gagarin-Pokal-Gewinn und Russischer Meister mit dem HK ZSKA Moskau

## Karrierestatistik

### International
| Vertrat Dänemark bei: - U18-Junioren-Weltmeisterschaft der Division I 2002 - U18-Junioren-Weltmeisterschaft der Division I 2003 - U18-Junioren-Weltmeisterschaft 2004 - U20-Junioren-Weltmeisterschaft der Division I 2004 - U20-Junioren-Weltmeisterschaft der Division I 2005 - Qualifikationsturnier für die Olympischen Winterspiele 2006 - Weltmeisterschaft 2005 - U20-Junioren-Weltmeisterschaft der Division I 2006 | - Weltmeisterschaft 2006 - Weltmeisterschaft 2008 - Weltmeisterschaft 2012 - Weltmeisterschaft 2014 - Weltmeisterschaft 2016 - Qualifikationsturnier für die Olympischen Winterspiele 2018 - Weltmeisterschaft 2018 | Vertrat Team Europa bei: - World Cup of Hockey 2016 |

(Legende zur Spielerstatistik: Sp oder GP = absolvierte Spiele; T oder G = erzielte Tore; V oder A = erzielte Assists; Pkt oder Pts = erzielte Scorerpunkte; SM oder PIM = erhaltene Strafminuten; +/− = Plus/Minus-Bilanz; PP = erzielte Überzahltore; SH = erzielte Unterzahltore; GW = erzielte Siegtore; 1 Play-downs/Relegation; Kursiv: Statistik nicht vollständig)